# Jánoshalma
Jánoshalma (Kroatisch: Jankovac) is een stad (város) en gemeente in het Hongaarse comitaat Bács-Kiskun. Jánoshalma telt 9848 inwoners (2005).